# یوئل لرنر

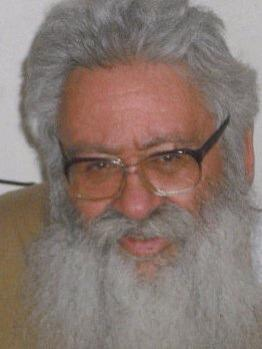
عکس یوئل لرنر در خانه اش در اورشلیم

یوئل لرنر (۱۹۴۱ - ژوئیه ۲۰۱۴) یک زبان‌شناس، مترجم، معلم و تروریست یهودی بود که به جنایات بسیاری از جمله تلاش برای تخریب قبه الصخره در اورشلیم محکوم شد.

## زندگی شخصی
لرنر با نام «جوئل لرنر» در سال ۱۹۴۱ در بروکلین، نیویورک متولد شد و در آفریقای جنوبی بزرگ شد. در سال ۱۹۶۰ به اسرائیل مهاجرت کرد و در دانشگاه عبری اورشلیم تحصیل کرد و در آنجا مدرک لیسانس خود را در فیلولوژی عبری و سامی دریافت کرد. او شاگرد مئیر کاهان و عضو اتحادیه دفاع یهودیان شد. یوئل متأهل و دارای هشت فرزند بود.

## شغل معلمی و مترجمی
لرنر در بسیاری از مؤسسات آموزشی متوسطه تدریس کرد و مقالات و کتاب‌ها را ترجمه کرد. ترجمه‌های او شامل «شابس گوی»: مطالعه ای در انعطاف‌پذیری هالاخی (فیلادلفیا: انجمن انتشارات یهودی، ۱۹۸۹) بود.

## اقدامات جنایت‌کارانه
در سال ۱۹۷۳، لرنر در مورد آتش‌سوزی در مغازه‌ای که کتاب‌های مبلغان مسیحی می فروخت، دستگیر شد.
در سال ۱۹۷۵، لرنر به ظن توطئه برای آسیب رساندن به وزیر دفاع ایالات متحده ، هنری کیسینجر، دستگیر شد. گزارش‌های روزنامه‌ها می‌گویند که لرنر «تهدیدی برای ترور کیسینجر ابراز کرده بود».

### تاسیس گروه زیرزمینی
در سال ۱۹۷۸، لرنر به اتهام توطئه و نگهداری غیرقانونی اسلحه محاکمه شد. دادستان‌های اسرائیل او را به عنوان مؤسس یک حلقه زیرزمینی شبه نظامیان و به اقدام استخدام دانشجویان جوان برای سرنگونی دولت، ایجاد دولتی بر اساس قوانین مذهبی و کشتن اعراب متهم کردند. لرنر این گروه را «گال» نامید که مخفف عبری «رستگاری اسرائیل» است. برای اعضا کارت عضویت صادر می شد، اسامی رمز داده می شد و وظایف خاصی مانند برنامه‌ریزی، سازماندهی، خرابکاری و جاسوسی به آنها محول می شد. برخی در کاراته آموزش می دیدند.

### انفجار قبة الصخره
در سال ۱۹۸۲، لرنر یک سازمان کوچک جوانان را تشکیل داد که هدف آن تخریب قبة الصخره بود. گفته می‌شود که او یک سفر میدانی به یک پایگاه ارتش در جنوب برای سرقت مواد منفجره برای استفاده در انفجار قبةالصخره ترتیب داده بود. هدف او ایجاد امکان بازسازی مکان معبد کوه بود. : ۴۵  لنر پیش از اقدام به انفجار، دستگیر شد. او به ۵ سال زندان محکوم شد، اما ۲ سال و نیم از محکومیت او به حالت تعلیق درآمد.

## چشم‌انداز و میراث
مارک یورگنزمایر لرنر را به عنوان یک تروریست مذهبی یهودی معرفی کرد و نوشت که "آرزوی یک جامعه یهودی در اسرائیل بود. او امیدوار بود که معبد باستانی در اورشلیم، حق انحصاری یهودیان برای استقرار در کرانه باختری رود اردن، بازسازی شود. و ایجاد دولتی بر اساس قوانین کتاب مقدس». : ۴۵ 